# 车轮钟螺
车轮钟螺（学名：Enida japonica），又名衣尼螺，是钟螺科衣尼螺属的一种。

## 分佈
主要分布于台湾，常栖息在浅海沙底。